# Манисаспор
„Манисаспор“ (на турски: Manisaspor) – турски футболен клуб от град Маниса, Маниса. Играе в 1 лига.

## История
Основан е през 1931 година като „Сакарияспор“ предсавляващ провинция Сакария. През 1930 клубът успешно участва на регионално ниво, но по време на Втората световна война клубът прекратява участието си. През 1946 година отборът е сформиран отново. През 1965 година „Сакарияспор“ преминава в Маниса и прометя името си на „Манисаспор“. След преминаването си в Маниса отбора играе с променлив успех в Първа лига, няколко пъти изпада във 2 лига, а през сезон 1983 – 1984 „Манисаспор“ играе при аматьорите. Така преминава времето до началото на XXI век. През 2001 година клубът, играещ по това време във втора лига, подписва спонсорски контракт с най-голямата турска компания – „Zorlu Holding“ и променя името си на „Вестел Манисаспор“. Благодарение на финансовите инжекции на холдинга и покупката на нови футболисти, за четири години отбора влиза в Суперлигата. Във висшата дивизия на Турция отбора провежда три сезона. През сезон 2007 – 2008 „Вестел Манисаспор“ с 29 точки заема 16 място и излита в Първа лига. След като по ред причини „Zorlu Holding“ се отказва спонсорския контракт с отбора, клубът връща старото си име – „Манисаспор“. През сезон 2008 – 2009 клубът заема първото място в Първа лига и получава правото да играе в Суперлигата на Турция.

## Предишни имена
- 1931 – 1965 – „Сакарияспор“
- 1965 – 2001 – „Манисаспор“
- 2001 – 2008 – „Вестел Манисаспор“
- от 2008 – „Манисаспор“

## Участия в лигите
- Турска Суперлига (6): 2005 – 2008, 2009 – 2012.
- Първа турска лига (29): 1964 – 1978, 1980 – 1983, 1985 – 1986, 1991 – 1993, 1994 – 1995, 2002 – 2005, 2008 – 2009, 2012 – 2015, 2016 -
- Втора турска лига (2): 2001 – 2002, 2015 – 2016
- Трета турска лига (15): 1978 – 1980, 1984 – 1985, 1986 – 1991, 1993 – 1994, 1995 – 2001.
- Любителска лига (7): 1958 – 1964, 1983 – 1984.

## Успехи
- Най-успешен сезон в Супер лига – 12 место: 2005/2006, 2006/2007.

## Български футболисти
- Николай Димитров: 2014/15 - (32 мача - 11 гола)
- Даниел Димов: 2016/17 - (40 мача - 6 гола)
- Георги Минчев: 2025....

## Известни играчи
- Aрда Туран
- Бурак Йълмаз
- Чанер Еркан
- Ферха Йозторун
- Хакан Балта
- Селчук Инан
- Синан Калоглу
- Уфюк Чейлан
- Угюр Инчеман
- Петр Йохана
- Джош Симпсън
- Стефан Барбикони
- Умар Галабане
- Лукаш Зеленка
- Филип Холошко